# Postenje (miasto Novi Pazar)
Postenje (cyr. Постење) – wieś w Serbii, w okręgu raskim, w mieście Novi Pazar. W 2011 roku liczyła 3930 mieszkańców.